# Pseudobombax
Pseudobombax é um género botânico pertencente à família Malvaceae.  Existem varias species.  Entre eles Pseudobombax grandiflorum, conhecido como embiruçu ou paineira branca.
1. ↑  «Pseudobombax — World Flora Online». www.worldfloraonline.org. Consultado em 19 de agosto de 2020